# Фаэнца
Фаэ́нца (итал. Faenza, эмил.-ром. Fënza) — итальянский город, давший название фаянсу. Расположен в области Эмилия-Романья, на реке Ламоне, примерно в 50 км юго-восточнее Болоньи.

## История
Впервые упоминается во II в. до н.э. как Фавенция (Faventia), станция на Эмилиевой дороге. По данным археологических раскопок, город существовал и задолго до этого. В 542 году в окрестностях Фавенции готский правитель Тотила разгромил войско императора.
В начале XII века Фаэнца становится независимой коммуной и в 1178 году вступает в Ломбардскую лигу. Легендарным событием в её истории стала осада в 1240-1241 годах войсками Фридриха II Гогенштауфена.
В 1313—1501 годах (с перерывами) город управлялся синьорами из рода Манфреди. В течение XV века Манфреди принимаются за перестройку центра города в соответствии с принципами Ренессанса. Тогда же он был обнесён стенами.
В 1501 году Фаэнцу вместе с другими коммунами Романьи завоевал для папства Чезаре Борджиа. За исключением недолгого периода венецианского владычества, Фаэнца вплоть до Рисорджименто входила в Папскую область.

## Производство керамики

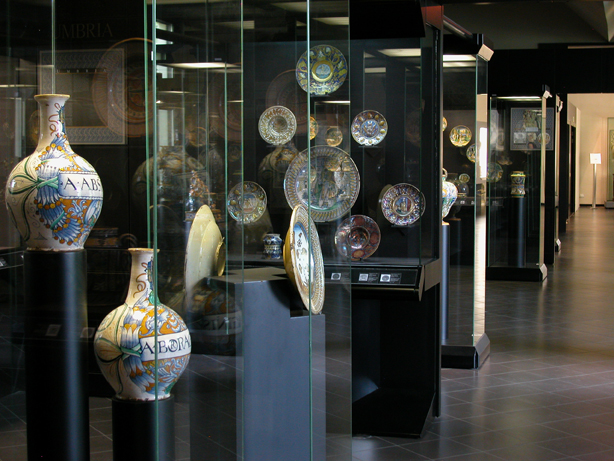
В Музее керамики

Со времён Средневековья Фаэнца является крупным центром производства знаменитой расписной итальянской майолики. Золотой век этого производства пришёлся на эпоху Возрождения (XV—XVI века). По имени этого города майолика получила название фаянс, распространённое в северных странах, в которые экспортировали итальянские изделия. В XVII веке наступает спад производства керамики, и действующими остаются лишь немногие производства, в том числе в Фаэнце. Характерным признаком фаэнцской майолики являются мелкие узоры на синем фоне на широких плоских бортах изделия. В 1908 году в Фаэнце основан Международный музей керамики.

## Достопримечательности
На центральной площади Виктора Эммануила стоит соборная церковь, заложенная в 1474 году по ренессансному проекту Джулиано да Майано и до сих пор недостроенная. Рядом с ней — средневековая ратуша, некогда служившая резиденцией Манфреди. Башня с курантами приобрела современный вид в XVII веке. Сохранилось несколько значительных памятников эпохи классицизма: палаццо Мильцетти, театр Мазини (1780-1787). В целом, планировка города восходит ко временам Римской империи.
Покровительницей коммуны почитается Мадонна Милостивая (Madonna delle Grazie), празднование в субботу перед вторым воскресением мая.

## Формула-1
В Фаэнце располагалась база итальянской автогоночной команды Minardi (с 1980 года — в Евросерии Формулы-2, с 1985 года — в Формуле-1). С продажей команды Джанкарло Минарди австралийскому миллионеру Полу Стоддарту в 2001 году база European Minardi осталась в Фаэнце.
В 2005 году команда была снова продана компании Red Bull, Дитриху Матешицу и Герхарду Бергеру, а в 2006 году сменила имя на Scuderia Toro Rosso, став дублирующей командой Red Bull Racing. В 2020 году Toro Rosso сменила имя на Alpha Tauri по названию одноимённого бренда одежды. База Toro Rosso, а затем Alpha Tauri по-прежнему находится в Фаэнце.

## Города-побратимы
Фаэнца является побратимом следующих городов:
- Тимишоара, Румыния[6] (1991)
- Гмунден, Австрия[7] (2008)
- Риека, Хорватия[8] (1983)
- Амарусион, Греция[9] (1992)
- Цзиндэчжэнь, Китай[10] (2013)
- Токи, Япония (1979)
- Швебиш-Гмюнд, Германия (2001)
- Бержерак, Франция (1998)
- Талавера-де-ла-Рейна, Испания (1986)